# نور الدين حسن

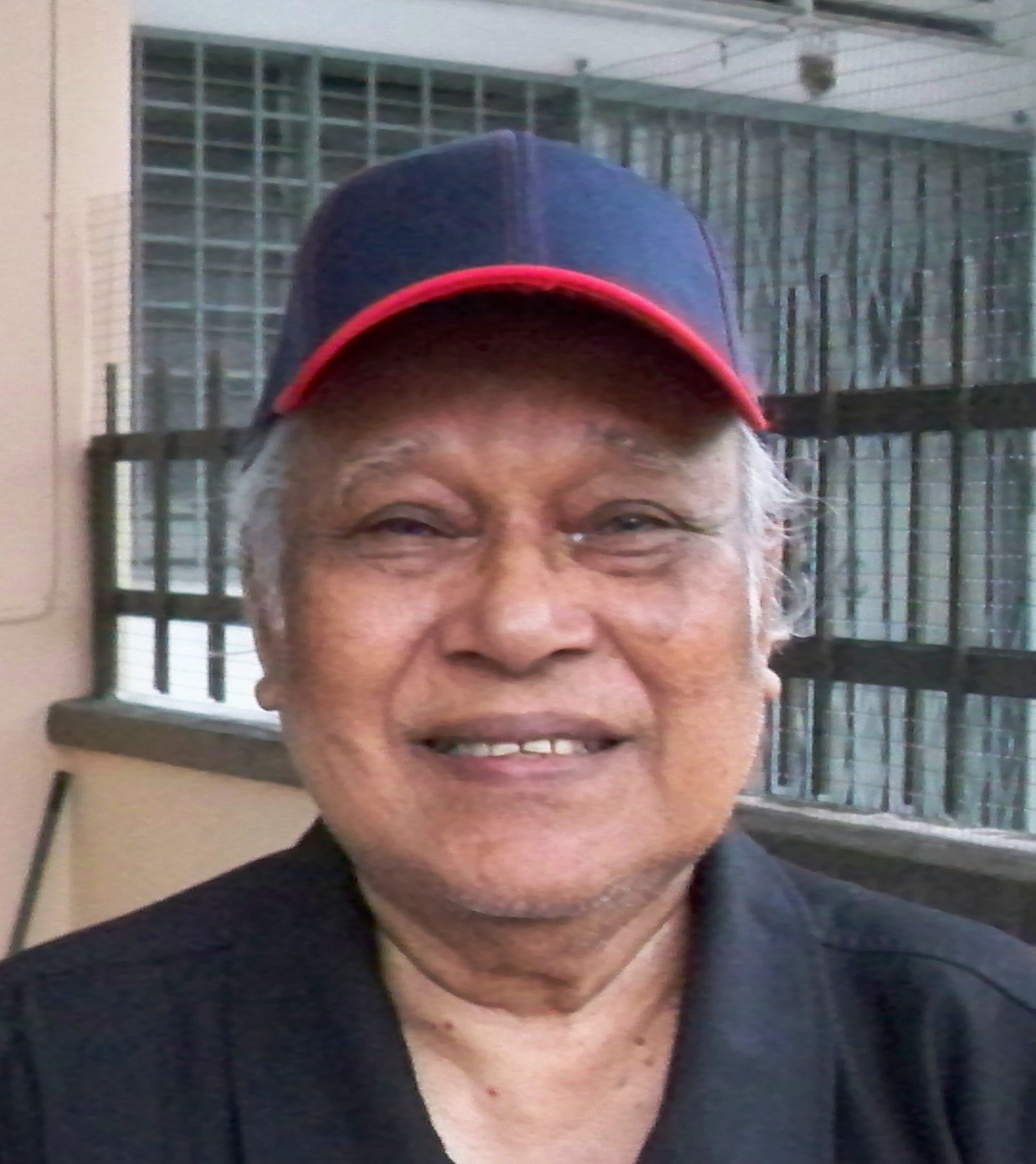
نور الدين حسن

في هذا الاسم الماليزي، لا يوجد اسم العائلة. اسم حسن هو اسم العائلة، ويجب أن يشار إلى الشخص باسمه، نوردين. كلمة مشتقة من العربية «بن» أو «بينتي»/«بينتي»، إذا استخدمت، تعني «ابن» أو «ابنة»، على التوالي.
نور الدين حسن (ولد في 18 يناير 1929، بينانغ) هو كاتب مسرحي ماليزي، الحائز على الجائزة الوطنية الماليزية

## لمحة عن سيرته الذاتية
تلقى تعليمه الثانوي في ماليزيا، والتعليم العالي في إنجلترا (جامعة لندن، 1962-1966). كما تابع دورة الدراما في جامعة نيوكاسل (1976).

## مجاله الإبداعي
كتب وأدى على أساس مسرحياته أكثر من 30 إنتاجاً، حيث يأخذ النقد الاجتماعي أشكالاً خيالية مدهشة، مجازية، وأحياناً عبثية. ولتعزيز الجاذبية، لجأ إلى تقنيات المسرح الماليزي التقليدي، وقدم بجرأة الآيات والموسيقى والأغاني وفواصل المهرج («لا عشاب في الريح»، 1970، «لا تقتل الفراشات»، 1978 ؛ «هذه الليلة السلحفاة بكت»، 1994 الخ.).مؤلف مفهوم «مسرح الإيمان» (teater fitrah). باعتبار الإبداع الفني كعمل من أعمال عبادة الله ومعرفة الله، فإنه يخضع هذا الموضوع إلى حبكة وجماليات أعماله، واللجوء على نطاق واسع إلى المجاز والرمزية الإسلامية. ومن بين المسرحيات ذات المحتوى الإسلامي مسرحية «سينداي»

## الجوائز
- جائزة ماليزيا الأدبية (1972)
- وسام «المدافع عن التاج» من الحاكم الأكبر لماليزيا (1979)
- جائزة الكتابة SEA، تايلند (1987 DE)
- الحائز على اللقب الوطني الماليزي -لقب أعلى للكتاب في ماليزيا (1993)
- أمر «لخدمة الدولة» من الحاكم بينانغ واللقب الفخري «داتوك» (1994)